# Пустовойтовський Володимир Семенович
Володимир Семенович Пустовойтовський (нар. 16 листопада 1934, місто Кірово, тепер місто Кропивницький Кіровоградської області) — український діяч, директор Первомайського заводу залізобетонних конструкцій № 2 Харківської області, голова правління Асоціації платників податків України. Народний депутат України 2-го скликання. 

## Біографія
Народився у родині інженера-економіста.
У 1949—1953 роках — студент Кіровоградського будівельного технікуму, технік-будівельник.
У 1953—1955 роках — майстер, виконроб військової будівельної організації на Далекому сході СРСР.
У 1955—1958 роках — служба в Радянській армії.
У 1958—1960 роках — виконроб, у 1960—1964 роках — начальник будівельного майданчика, у 1964—1965 роках — головний інженер Харківського обласного УНР-437. Член КПРС.
У 1964—1970 роках — студент-заочник Харківського інженерно-будівельного інституту, інженер-будівельник.
У 1965—1967 роках — начальник будівельного управління міста Первомайська Харківської області.
У 1967—1976 роках — директор Первомайського заводу залізобетонних конструкцій № 2 Харківської області.
У 1976—1981 роках — головний інженер будівельно-монтажного тресту «Первомайськхімбут» Харківської області.
У 1981—1994 роках — директор Первомайського заводу залізобетонних конструкцій № 2 Харківської області. Член КПУ.
Народний депутат України 2-го демократичного скликання з .04.1994 (2-й тур) до .04.1998, Первомайський виборчий округ № 384, Харківська область. Заступник голови Комітету Верховної ради України з питань бюджету.
З 1999 року — віце-президент, генеральний директор, голова правління Асоціації платників податків України.
Член Партії регіонів, був заступником голови Київського міського відділення Партії регіонів, членом Політради Партії регіонів.

## Нагороди
- орден Трудового Червоного Прапора (1986)
- орден «Знак Пошани» (1964)
- медаль «За трудову доблесть» (1970)